# Список троекратных кавалеров ордена Красного Знамени до 1930 года
В настоящем списке представлены кавалеры трёх орденов Красного Знамени, удостоенных этих наград в период с 1918 по 1930 год, когда он являлся высшей наградой РСФСР и СССР.

## Общая статистика награждений орденом на указанный период
Источник, если не указано иное.
|                                          | 1 сентября 1928 | 1 января 1933                 |
| ---------------------------------------- | --------------- | ----------------------------- |
| Количество награждённых 1 орденом, чел.  | 14678           | 16317                         |
| Количество награждённых 2 орденами, чел. | 285             | 378                           |
| Количество награждённых 3 орденами, чел. | 31              | 60                            |
| Количество награждённых 4 орденами, чел. | 4               | 7                             |
| Общее количество награждений орденом     |                 | 16762 (в том числе 28 женщин) |

## Общие сведения о списке
Список содержит даты Указов (если не установлены, то годов), информацию о должности кавалера на момент награждения, годах жизни (если известны).
| № п/п | Фото | Фамилия Имя Отчество                   | Дата Указа                        | Должность | Годы жизни              |
| ----- | ---- | -------------------------------------- | --------------------------------- | --- | ----------------------- |
| 1     | none | Алёхин Евгений Степанович              | 28.01.1920 17.02.1921 31.12.1921  | командир 3-го батальона 93-го стрелкового полка командир 93-го стрелкового полка временно исполняющий должность командира 93-го стрелкового полка                                                                                    | 23.12.1893 — 22.04.1945 |
| 2     | none | Апанасенко Иосиф Родионович            | 25.07.1920 17.08.1923 22.02.1930  | командир 2-й бригады 6-й кавалерийской дивизии начальник 6-й кавалерийской дивизии командир 6-й стрелковой дивизии | 15.04.1890 — 05.08.1943 |
| 3     | none | Арватов Юрий Игнатьевич                | 7.02.1921 14.10.1924 16.10.1924   | красвоенлёт 9-го разведывательного военного авиаотряда командир 4-го авиаотряда командир 57-й авиационной эскадрильи | 1.4.1896 — 10.12.1937   |
| 4     | none | Балахонов Яков Филиппович              | 10.09.1920 05.02.1921 1928        | командир 3-й кавалерийской бригады 33-й Кубанской дивизии начальник 5-й кавалерийской дивизии военный комиссар Карачаево-Черкесской области                                                                                          | 29.03.1892 — 03.03.1935 |
| 5     | none | Балицкий Всеволод Аполлонович          | 1922 07.09.1926 03.04.1930        | сотрудник Всеукраинской Чрезвычайной Комиссии председатель ГПУ УССР | 15.11.1892 — 27.11.1937 |
| 6     | none | Бахирев Александр Никифорович          | 5.02.1921 13.03.1922 22.02.1930   | помощник комиссара 16-й стрелковой бригады представитель X съезда РКП(б) военный комиссар 35-й стрелковой дивизии | 1892 — 02.12.1937       |
| 7     | none | Богомолов Михаил Михайлович            | 24.11.1923 14.10.1924 19.04.1924  | командир взвода 6-го Туркестанского стрелкового полка старшина 187-го стрелкового полка | 11.01.1897 — 05.05.1940 |
| 8     | none | Будённый Семён Михайлович              | 29.03.1919 13.03.1923 22.02.1930  | командир бригады Особой Кавалерийской дивизии командующий 1-й Конной армией инспектор кавалерии РККА и член РВС СССР | 25.04.1883 — 26.10.1973 |
| 9     | none | Вайнерх-Вайнярх Дмитрий Ананьевич      | 16.10.1923 13.03.1924 22.02.1930  | командир 20-го кавалерийского полка командир 10-й кавалерийской бригады 4-й кавалерийской дивизии командир 9-й отдельной кавалерийской бригады                                                                                       | 24.09.1888 — 30.06.1938 |
| 10    | none | Воронов Михаил Александрович           | 1921 14.10.1924 07.08.1929        | начальник команды пеших разведчиков 22-го Туркестанского стрелкового полка помощник командира батальона 4-го стрелкового полка командир батальона 2-го стрелкового полка                                                             | ?—?                     |
| 11    | none | Гарусский Михаил Петрович              | 14.10.1919 17.02.1921 10.03.1922  | командир взвода 1-й роты 94-го стрелкового полка командир батальона 94-го стрелкового полка помощник командира 95-го стрелкового полка                                                                                               | 1894 — 1962             |
| 12    | none | Горбачёв Борис Сергеевич               | 25.02.1921 11.05.1921 18.05.1922  | командир 3-й бригады 4-й кавалерийской дивизии командир Железного кавалерийского полка 15-й стрелковой дивизии | 07.08.1892 — 03.07.1937 |
| 13    | none | Городовиков Ока Иванович               | 25.07.1920 13.03.1922 22.02.1930  | начальник 4-й кавалерийской дивизии начальник 6-й кавалерийской дивизии командир 1-го Конного корпуса | 01.09.1879 — 26.11.1960 |
| 14    | none | Горячев Елисей Иванович                | 1.08.1922 10.08.1922 22.02.1930   | командир 1-го кавалерийского полка командир 11-й бригады 4-й Петроградской кавалерийской дивизии командир 3-й кавалерийской дивизии 2-го кавалерийского корпуса                                                                      | 1892 — 12.12.1938       |
| 15    | none | Грибов Сергей Ефимович                 | 18.12.1920 05.01.1921 31.12.1921  | командир 72-го стрелкового полка командир 23-й стрелковой бригады 8-й стрелковой дивизии | 05.07.1895 — 29.07.1938 |
| 16    | none | Дашичев Иван Фёдорович                 | 05.02.1921 31.12.1921 10.03.1922  | начальник штаба 80-й стрелковой бригады 27-й стрелковой дивизии | 03.01.1897 — 24.04.1963 |
| 17    | none | Дыбенко Павел Ефимович                 | 24.03.1921 10.02.1922 19.04.1922  | начальник Сводной стрелковой дивизии начальник 1-й Заднепровской стрелковой дивизии начальник 37-й стрелковой дивизии | 28.02.1889 — 29.07.1938 |
| 18    | none | Игнатович Виктор Викентьевич           | 18.05.1922 07.05.1923 16.10.1923  | помощник командира дивизиона автоброневого отряда войск ГПУ имени Свердлова помощник командира по строевой части автоброневого отряда войск ВЧК имени Я. М. Свердлова начальник бронемашины автоброневого отряда ВЧК имени Свердлова | 1897 — 1943             |
| 19    | none | Кальван Иосиф Иванович                 | 13.11.1920 31.12.1921 19.04.1924  | командир 1-го батальона 502-го стрелкового полка командир 502-го стрелкового полка помощник командира 504-го стрелкового полка | 13.01.1896 — 20.02.1938 |
| 20    |      | Каминский Вильгельм Фридрихович        | 18.11.1920 11.12.1925 12.07.1929  | красвоенлёт 35-го авиационного отряда военный лётчик пилот «Добролёта» | 21.02.1897 — 02.10.1962 |
| 21    | none | Книга Василий Иванович                 | 25.07.1922 12.05.1924 22.02.1930  | командир 1-й бригады 6-й кавалерийской дивизии командир 1-й бригады 1-й Чонгарской кавалерийской дивизии командир бригады 1-й Чонгарской кавалерийской дивизии                                                                       | 13.01.1883 — 19.05.1961 |
| 22    | none | Ковтюх Епифан Иович                    | 22.02.1922 22.03.1922 07.06.1926  | начальник 50-й Таманской стрелковой дивизии начальник десанта, действовавшего против войск генерала Врангеля командир и военный комиссар 9-го стрелкового корпуса                                                                    | 21.05.1890 — 29.07.1938 |
| 23    | none | Колесов Николай Петрович               | 05.02.1921 11.05.1921 31.03.1924  | помощник командира 3-й бригады 6-й кавалерийской дивизии командир 3-й бригады 6-й Чонгарской кавалерийской дивизии командир 3-го Забайкальского кавалерийского полка                                                                 | 1891 — 1928             |
| 24    | none | Контрим Болеслав Владиславович         | 08.06.1919 06.01.1921 31.12.1921  | командир 82-го стрелкового полка командир 28-й стрелковой бригады | 27.08.1898 — 02.01.1953 |
| 25    | none | Котельников Леонид Иванович            | 12.06.1923 16.10.1923 22.02.1930  | командир 1-го Забайкальского стрелкового полка исполняющий должность командира 5-го Амурского стрелкового полка командир 105-го стрелкового полка                                                                                    | 21.08.1895 — 14.10.1941 |
| 26    | none | Котовский Григорий Иванович            | 18.06.1921 03.07.1921 24.06.1924  | командир кавалерийского полка 45-й стрелковой дивизии командир кавалерийской бригады 45-й стрелковой дивизии командир 2-го конного корпуса                                                                                           | 24.06.1881 — 06.08.1925 |
| 27    | none | Куйбышев Николай Владимирович          | 20.10.1920 05.02.1921 17.09.1922  | командир 3-й бригады 9-й стрелковой дивизии начальник 9-й стрелковой дивизии командир 9-й стрелковой дивизии | 25.12.1893 — 01.08.1938 |
| 28    | none | Кулик Григорий Иванович                | 15.12.1919 11.05.1921 22.02.1930  | военный комиссар управления Инспекции артиллерии 14-й армии инспектор артиллерии 1-й Конной армии командующий артиллерией 1-й Конной армии                                                                                           | 09.11.1890 — 24.08.1950 |
| 29    | none | Кутяков Иван Семёнович                 | 8.10.1919 28.04.1922 24.05.1924   | командир 1-й бригады 25-й стрелковой дивизии командир 25-й стрелковой дивизии командующий Хорезмской группой войск, командир 2-й Туркестанской стрелковой дивизией                                                                   | 06.01.1897 — 28.07.1938 |
| 30    | none | Лосев Вениамин Петрович                | 13.07.1920 05.02.1921             | командир батальона 94-го стрелкового полка помощник командира 94-го стрелкового полка | ?—?                     |
| 31    | none | Маркович Геннадий Станиславович        | 14.10.1924 27.06.1929 31.10.1930  | командир взвода 6-го кавалерийского полка командир 3-го эскадрона 84-го кавалерийского полка курсант Объединённой Военной Среднеазиатской школы                                                                                      | 25.09.1893 — 1976       |
| 32    | none | Марцинк Юлий Янович                    | 18.05.1922 13.06.1922 12.04.1923  | начальник машины автоброневого отряда войск ГПУ имени Свердлова шофёр автоброневого отряда имени Свердлова войск ВЧК помощник командира взвода автоброневого отряда имени Свердлова войск ВЧК                                        | 1899—?                  |
| 33    | none | Межерауп Пётр Христофорович            | 10.02.1921 14.10.1924 16.10.1924  | командир 13-го Казанского авиационного отряда начальник воздушного флота Туркестанского фронта командующий военно-воздушными силами Туркестанского фронта                                                                            | 14.04.1895 — 09.09.1931 |
| 34    | none | Михайловский Георгий Дмитриевич        | 10.02.1921 26.05.1923 22.02.1930  | военный комиссар 132-й бригады 44-й стрелковой дивизии комиссар штаба Северо-Кавказского военного округа командир и военный комиссар 1-й Московской пролетарской дивизии                                                             | 1892 — 01.02.1932       |
| 35    | none | Моисеев Яков Николаевич                | 24.09.1920 14.10.1924 21.09.1926  | красвоенлёт 2-го отдельного разведывательного авиаотряда инструктор лётной части Военно-воздушной академии | 18.08.1897 — 28.12.1968 |
| 36    | none | Онуфриев Иван Андреевич                | 13.03.1922 12.04.1922 22.02.1930  | командир 3-й бригады 29-й стрелковой дивизии командир 3-й бригады 2-й стрелковой дивизии командир 2-й стрелковой дивизии | 30.04.1893 — 1938       |
| 37    | none | Пестов Фома Данилович                  | 07.08.1919 29.01.1920? 31.12.1921 | помощник командира 9-й роты 82-го стрелкового полка командир роты 82-го стрелкового полка командира 1-го батальона 82-го стрелкового полка                                                                                           | 16.10.1885 — 1970       |
| 38    | none | Пискунов Сергей Аверьянович            | 18.05.1922 13.07.1922 12.04.1923  | шофёр автоброневого отряда имени Свердлова | 30.10.1898 — 19.12.1972 |
| 39    | none | Плюснин Николай Иванович               | 28.05.1920 16.04.1921 17.09.1922  | командир 161-го полка командир 98-й стрелковой бригады 33-й стрелковой дивизии | 1891 — 22.07.1967       |
| 40    | none | Примаков Виталий Маркович              | 26.11.1919 05.02.1921 07.08.1929  | начальник 8-й кавалерийской дивизии командир 1-го кавалерийского корпуса военный атташе в Афганистане | 18.12.1897 — 12.06.1937 |
| 41    | none | Путна Витовт Казимирович               | 31.07.1920 14.11.1921 14.11.1921  | командир 27-й стрелковой дивизии | 31.03.1893 — 12.06.1937 |
| 42    | none | Рокоссовский Константин Константинович | 23.05.1920 21.06.1922 22.02.1930  | командир 2-го кавалерийского дивизиона 30-й стрелковой дивизии командир 35-го кавалерийского полка командир 5-й отдельной кавалерийской бригады                                                                                      | 21.12.1896 — 03.08.1968 |
| 43    | none | Романовский Владимир Захарович         | 5.01.1921 24.09.1926 22.02.1930   | номерной при орудии лёгкого артдивизиона 7-й стрелковой дивизии участник якутской экспедиции 3-го Верхнеудинского полка 1-й Тихоокеанской дивизии военный комиссар 57-го стрелкового полка                                           | 31.03.1893 — 12.06.1967 |
| 44    | none | Рябышев Дмитрий Иванович               | 05.02.1921 03.01.1923 22.02.1930  | помощник командира 2-й бригады 4-й кавалерийской дивизии командир 42-й кавалерийской бригады 14-й кавалерийской дивизии командир 8-й отдельной кавалерийской бригады                                                                 | 23.02.1894 — 18.11.1985 |
| 45    | none | Селиванов Иван Васильевич              | 05.06.1921 13.07.1925 22.02.1930  | командир 36-го кавалерийского полка 6-й кавалерийской дивизии командир 1-й кавалерийской бригады 6-й Чонгарской кавалерийской дивизии командир 3-й кавалерийской бригады                                                             | 19.11.1886 — 23.02.1942 |
| 46    | none | Соколов Исаак Васильевич               | 31.12.1921 07.03.1922 10.03.1922  | начальник пулемётной команды 92-го стрелкового полка курсант дивизионной школы 11-й стрелковой дивизии красноармеец 91-го стрелкового полка                                                                                          | ?—?                     |
| 47    | none | Стрекалов Николай Викторович           | 31.12.1921 16.02.1922 10.03.1922  | красноармеец 93-го стрелкового полка помощник командира отделения 93-го стрелкового полка курсант 2-го полка отдельной сводной бригады курсантов                                                                                     | ?—?                     |
| 48    | none | Стрепухов Пётр Яковлевич               | 05.02.1921 12.12.1921 22.02.1930  | командир 19-го кавалерийского полка 4-й кавалерийской дивизии командир 19-го кавалерийского полка | 12.07.1889 — 4.11.1945  |
| 49    | none | Строд Иван Яковлевич                   | 31.05.1922 14.10.1924 14.10.1924  | помощник командира 4-го эскадрона Гонготского кавалерийского полка помощник командира эскадрона 4-го кавалерийского полка помощник командира батальона 103-го стрелкового полка                                                      | 10.04.1894 — 04.02.1938 |
| 50    | none | Судаков Иван Леонтьевич                | 28.01.1920 17.02.1921 31.12.1921  | командир 1-го батальона 93-го стрелкового полка врид командира 93-го стрелкового полка командир 93-го стрелкового полка | ?—?                     |
| 51    | none | Тимошенко Семён Константинович         | 25.07.1920 11.06.1921 22.02.1930  | начальник 6-й кавалерийской дивизии начальник 4-й кавалерийской дивизии командир 3-го конного корпуса | 18.02.1895 — 31.03.1970 |
| 52    | none | Тюленев Иван Владимирович              | 27.05.1921 25.04.1924 22.02.1930  | командир 2-й бригады 4-й кавалерийской дивизии командир 237-го стрелкового полка командир 2-й отдельной кавалерийской бригады | 26.01.1892 — 15.08.1978 |
| 53    | none | Уборевич Иероним Петрович              | 17.04.1919 21.11.1920 30.10.1922  | командир Двинской бригады командующий 13-й армией главнокомандующий Народно-революционной армией и флотом Дальневосточной Республики                                                                                                 | 14.01.1896 — 12.06.1937 |
| 54    | none | Уверов Иван Михайлович                 | 31.03.1920 17.02.1921 31.12.1921  | командир 1-го батальона 92-го стрелкового полка командир 92-го стрелкового полка | 24.10.1894 — 24.09.1953 |
| 55    | none | Ушаков Константин Петрович             | 20.12.1919 11.11.1922 31.10.1923  | командир 2-й кавалерийской бригады 3-й Туркестанской кавалерийской дивизии командир 2-й отдельной Туркестанской кавалерийской бригады командир 2-й кавалерийской бригады 3-й Туркестанской кавалерийской дивизии                     | 1896 — 16.07.1943       |
| 56    | none | Хаханьян Григорий Давидович            | 28.01.1920 05.01.1921 31.12.1921  | командир 1-й стрелковой бригады 27-й стрелковой дивизии командир 79-й стрелковой бригады 27-й стрелковой дивизии | 10.01.1896 — 22.02.1939 |
| 57    | none | Хорун Иосиф Иванович                   | 2.05.1923 18.02.1924 14.10.1924   | помощник командира 5-го кавалерийского полка 2-й отдельной кавалерийской бригады исполняющий должность помощника командира 4-го кавалерийского полка помощник командира 4-го кавалерийского полка                                    | 04.06.1884 — 21.02.1962 |
| 58    | none | Шапкин Тимофей Тимофеевич              | 29.05.1921 04.05.1922 26.11.1930  | командир 2-й бригады 14-й кавалерийской дивизии командир 82-го кавалерийского полка 14-й кавалерийской дивизии командир 7-й отдельной кавалерийской бригады                                                                          | 05.03.1885 — 22.02.1943 |
| 59    | none | Шаповалов Пётр Ермолаевич              | 05.10.1921 12.12.1921 20.08.1928  | командир 2-й батареи 4-го конно-артиллерийского дивизиона командующий артиллерией 27-й стрелковой дивизии | 25.09.1892 — 31.07.1960 |
| 60    | none | Шубин Иван Филаретович                 | 13.07.1920 31.12.1921 31.12.1921  | командир 1-го кавалерийского дивизиона 17-й стрелковой дивизии командир 57-го кавалерийского полка | 1881-1937               |
| 61    | none | Якир Иона Эммануилович                 | 08.01.1919 27.10.1919 20.05.1930  | командующий группой войск начальник 45-й стрелковой дивизии командующий войсками Украинского военного округа | 15.08.1896 — 12.06.1937 |
| 62    | none | Ярмухамедов Абдулла                    | 31.10.1923 04.09.1924 03.04.1928  | заместитель председателя революционного комитета Ферганского фронта военный комиссар Кизиль-Кумской экспедиции народный комиссар внутренних дел Таджикской АССР                                                                      | 13.11.1896 — 21.09.1940 |